# تومي غريدي
تومي غريدي (بالإنجليزية: Tommy Grady)‏ هو لاعب كرة قدم أمريكية أمريكي، ولد في 18 مارس 1985 في شاطئ هنتنغتون في الولايات المتحدة.

## روابط خارجية
- تومي غريدي على موقع كلية كرة القدم في سبورتس رفرنس.كوم (الإنجليزية)